# Soul to Soul
Albums de Stevie Ray Vaughan
Couldn't Stand the Weather
(1984) Live Alive
(1986)
Soul to Soul est le troisième album studio de Stevie Ray Vaughan et de son groupe Double Trouble. Il est sorti en 1985. Le claviériste Reese Wynans rejoignit le groupe à partir de cet album.

## Pistes
Toutes les chansons sont écrites et composées par Stevie Ray Vaughan, sauf mention contraire.
| No  | Titre                          | Auteur         | Durée |
| --- | ------------------------------ | -------------- | ----- |
| 1.  | Say What!                      |                | 5:23  |
| 2.  | Lookin' Out the Window         | Doyle Bramhall | 2:48  |
| 3.  | Look at Little Sister          | Hank Ballard   | 3:08  |
| 4.  | Ain't Gone 'n' Give Up on Love |                | 6:07  |
| 5.  | Gone Home                      | Eddie Harris   | 3:07  |
| 6.  | Change It                      | Bramhall       | 3:57  |
| 7.  | You'll Be Mine                 | Willie Dixon   | 3:46  |
| 8.  | Empty Arms                     |                | 3:03  |
| 9.  | Come On (Part III)             | Earl King      | 4:31  |
| 10. | Life Without You               |                | 4:18  |

| 11. | SRV Speaks                           |              | 1:42  |
| 12. | Little Wing/Third Stone from the Sun | Jimi Hendrix | 13:32 |
| 13. | Slip Slidin' Slim                    |              | 1:42  |

## Personnel
- Stevie Ray Vaughan - Guitare, chant
- Tommy Shannon - Basse
- Chris Layton - Batterie
- Reese Wynans - Clavier